# Norra Mora vildmark
Norra Mora vildmark är ett naturreservat i Mora kommun i Dalarnas län.
Området är naturskyddat sedan 2008 och är 14 899 hektar stort. Reservatet består av opåverkade myrmarker och gammelskogar.